# 江苏省横林高级中学

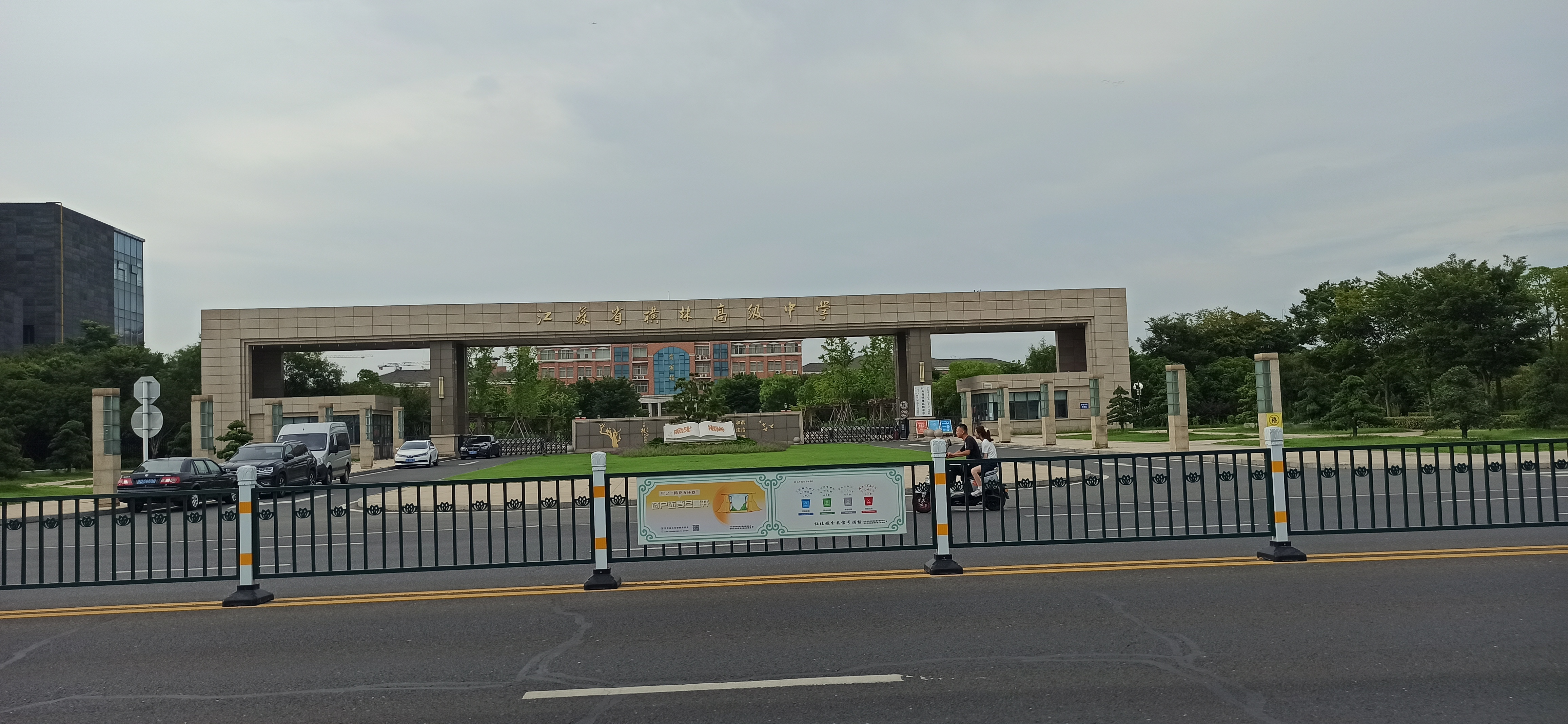
江苏省横林高级中学

江苏省横林高级中学，位于江苏省常州市武进区横林镇，其前身为1945年创办的私立武进县安政中学。
截止2010年8月学校占地面积128亩，总建筑面积55000多平方米，学校现有36个班级，在编在职教职工共178人，其中省特级教师1人，具有中高级以上职称的共127人，具有研究生学历或取得在职硕士学位的教师共24人，市、区学科带头人、骨干教师、教学能手、教坛新秀共59人。
学校被授予江苏省文明单位、江苏省文明学校、江苏省德育先进学校、江苏省绿色学校、江苏省现代教育技术实验学校、江苏省爱国卫生先进等荣誉称号。
近年来，学校获得了江苏省文明单位、江苏省精神文明建设工作先进单位、江苏省平安校园、江苏省教育工作先进集体、江苏省文明校园、常州市依法治校示范校、常州市德育特色学校、常州市师德建设先进单位、武进区十佳素质教育成果奖等荣誉称号，并连续八年荣获武进区普通高中全面实施素质教育工作特等奖。

## 沿革历史
- 私立武进安政初级中学（1945年7月）
- 私立武进县横林初级中学（1949年10月）
- 武进县横林初级中学（1956年6月）
- 武进县横林中学（1958年9月）
- 武进市横林中学（1995年8月）
- 常州市武进区横林中学（2000年8月）
- 常州市武进区横林高级中学（2007年7月）
- 江苏省横林高级中学（2008年4月）[2]

## 办学理念
把横林高级中学办成“高品位、高质量、有特色，省内一流的现代化优质高中”。
【办学理念】   人文至善  和谐发展
- 人文： 人文教育的核心是涵养人文精神。人文精神表现为对人的尊严、价值、命运的维护，追求和关切，对各种精神文化现象的高度重视，对理想人格的塑造和肯定。
- 至善： 修身育人，必须达到完美的境界而不动摇。
- 和谐： 教与学的和谐，学校人际关系的和谐，学校、家庭和社会三方面教育关系的和谐
- 发展： 发展是硬道理，和谐发展是发展的最高境界。

## 校训
朴
为人质朴
做事勤朴
生活俭朴